# Listă de filme cu acțiunea în trenuri
Aceasta este o listă de filme notabile cu acțiunea în trenuri:
| Titlu                                               | An   |
| --------------------------------------------------- | ---- |
| Atomic Train                                        | 1999 |
| Avalanche Express                                   | 1979 |
| Back to the Future Part III                         | 1990 |
| Before Sunrise                                      | 1995 |
| Breakheart Pass                                     | 1975 |
| Broken Arrow                                        | 1996 |
| Bullet To Beijing                                   | 1995 |
| Bullet Train, The                                   | 1975 |
| Burning Train, The                                  | 1980 |
| Caught On A Train                                   | 1980 |
| Chennai Express                                     | 2013 |
| Cassandra Crossing, The                             | 1975 |
| Danger Lights                                       | 1930 |
| Darjeeling Limited, The                             | 2007 |
| Death, Deceit and Destiny Aboard the Orient Express | 2000 |
| Death Train                                         | 1993 |
| Doctor Zhivago                                      | 1965 |
| Dr. Terror's House of Horrors                       | 1965 |
| Emperor of the North Pole                           | 1973 |
| Eternal Sunshine of the Spotless Mind               | 2004 |
| The First Great Train Robbery                       | 1979 |
| From Russia with Love                               | 1963 |
| Flying Scotsman, The                                | 1929 |
| General, The                                        | 1927 |
| Ghost Train, The                                    | 1941 |
| Harvey Girls, The                                   | 1946 |
| The Great Locomotive Chase                          | 1956 |
| Horror Express                                      | 1973 |
| Incident, The                                       | 1967 |
| Lady Vanishes, The                                  | 1938 |
| Lady Vanishes, The                                  | 1979 |
| Last Passenger                                      | 2013 |
| Minder on the Orient Express                        | 1985 |
| Mission: Impossible                                 | 1996 |
| Money Train                                         | 1995 |
| Murder on the Orient Express                        | 1974 |
| Mystery Train, The                                  | 1931 |
| Narrow Margin, The                                  | 1952 |
| Night Mail                                          | 1936 |
| Night Train                                         | 1959 |
| Night Train                                         | 2009 |
| Night Train to Munich                               | 1940 |
| Night Train To Venice                               | 1996 |
| North by Northwest                                  | 1959 |
| North West Frontier                                 | 1959 |
| Oh, Mr Porter!                                      | 1937 |
| Pee-wee's Big Adventure                             | 1985 |
| Planes, Trains and Automobiles                      | 1987 |
| Polar Express, The                                  | 2004 |
| Runaway Train                                       | 1985 |
| Santa Fe Colorado Express                           | 1903 |
| Seven-Per-Cent Solution, The                        | 1976 |
| Shanghai Express                                    | 1932 |
| Sherlock Holmes in Washington                       | 1943 |
| Silver Streak                                       | 1976 |
| Sleeping Car to Trieste                             | 1948 |
| Snakes on a Train                                   | 2006 |
| Snowpiercer                                         | 2013 |
| Source Code                                         | 2011 |
| Strangers on a Train                                | 1951 |
| Streamline Express                                  | 1935 |
| The Taking of Pelham 123                            | 2009 |
| The Taking of Pelham One Two Three                  | 1974 |
| Terror By Night                                     | 1946 |
| Terror Train                                        | 1980 |
| Thomas and the Magic Railroad                       | 2000 |
| Throw Momma from the Train                          | 1987 |
| Timetable                                           | 1956 |
| The Titfield Thunderbolt                            | 1953 |
| Tough Guys                                          | 1986 |
| Train                                               | 2008 |
| Train, The                                          | 1964 |
| Train of Events                                     | 1949 |
| Train of Life                                       | 1998 |
| Trans-Europ-Express                                 | 1966 |
| Transsiberian                                       | 2008 |
| Twentieth Century                                   | 1934 |
| Under Siege 2: Dark Territory                       | 1995 |
| Union Pacific                                       | 1939 |
| Unstoppable                                         | 2010 |
| Von Ryan's Express                                  | 1965 |

## Vezi și
- Hell on Wheels, serial TV